# Jaume Bosch i Mestres
Jaume Bosch i Mestres (Barcelona, 1 de juny de 1953) és un polític català, diputat al Parlament de Catalunya des de la VII legislatura i senador designat pel Parlament de Catalunya.

## Biografia
Llicenciat en dret per la Universitat de Barcelona. Ha fet el màster «La ciutat: polítiques, projectes i gestió» a la Universitat de Barcelona, del qual després ha estat sotsdirector i professor. És funcionari del Cos Superior d'Administració de la Generalitat, n'ha estat sotsdirector general de Coordinació de Policies Locals. És membre del Col·legi d'Advocats de Barcelona i de l'Associació Catalana de Juristes Demòcrates. També és vicepresident d'Iniciativa per Catalunya Verds (ICV) i responsable de l'Àrea d'Acció Política.
Ha estat tinent d'alcalde de l'Ajuntament de Sant Feliu de Llobregat (1991-1999), vicepresident primer de la Diputació de Barcelona, vicepresident del Consell Comarcal del Baix Llobregat i vicepresident de l'Entitat Metropolitana del Transport. Ha estat diputat per la província de Barcelona a eleccions al Parlament de Catalunya de 2003, 2006, 2010 i 2012, ponent de l'Estatut i senador a les Corts Generals el 2004-2006.

## Obres
- Manual Municipal de Governació i Territori, municipis i conflicte polític a Catalunya (1995-2003)
- «Seguretat pública i policia autònoma» (dins Comentaris sobre l'Estatut d'autonomia de Catalunya)
- Manual de formació municipal
- Manual municipal de gobernación. Polícia municipal y seguridad ciudadana. (CEUMT, 1981)